# Kamizelka defibrylująca

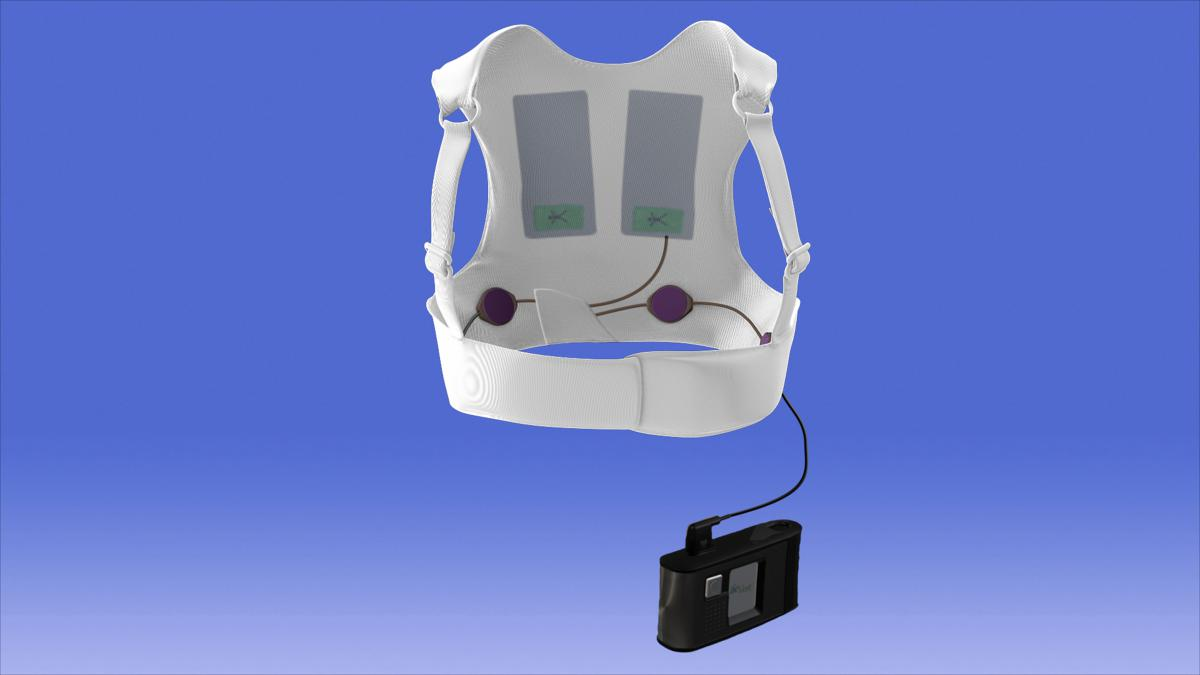
Kamizelka defibrylująca LifeVest^{®} (WCD) (Źródło:)

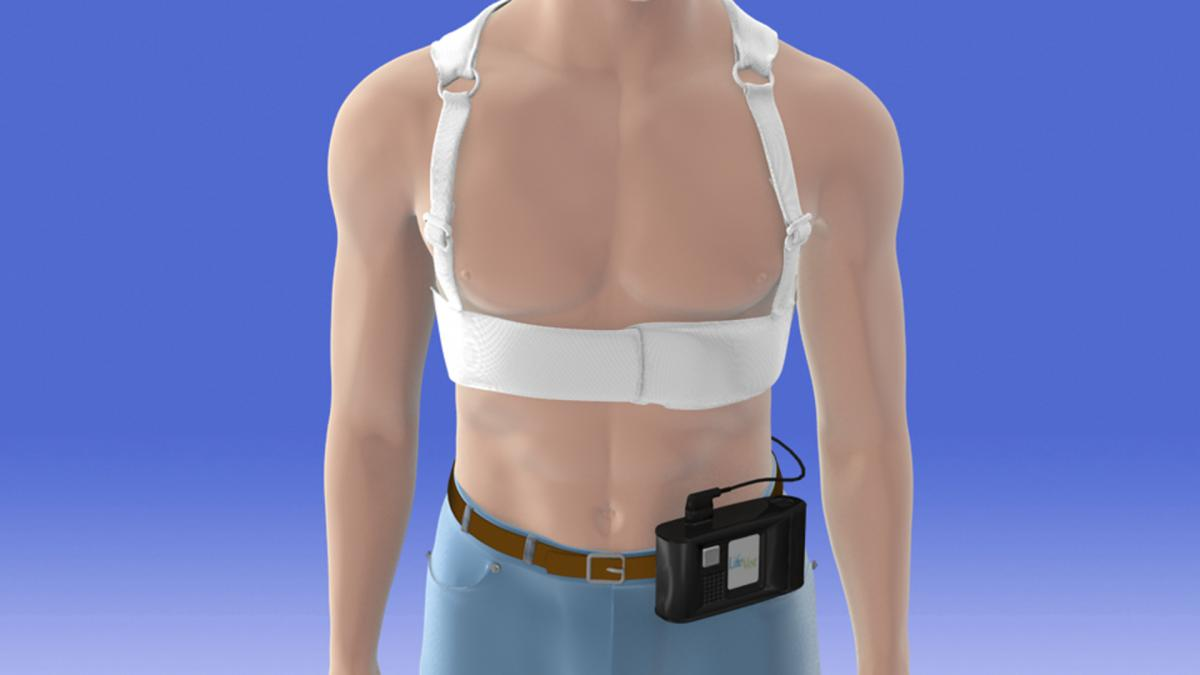
Kamizelka defibrylująca LifeVest^{®} (WCD) (Źródło:)

Kamizelka defibrylująca (ang. wearable cardioverter defibrillator, WCD) – urządzenie zewnętrzne z wbudowanym defibrylatorem noszone przez pacjentów, którzy są przejściowo zagrożeni nagłym zgonem sercowym (NZS). WCD jest czasową opcją terapeutyczną w przypadku, gdy wszczepialny kardiowerter-defibrylator (ICD) nie może być natychmiast zastosowany.
WCD jest nieinwazyjny i składa się z kamizelki, pasa z elektrodami i monitora. Kamizelka z pasem zawierającym elektrody jest noszona pod ubraniem przez cały dzień, z wyjątkiem gdy pacjent bierze prysznic lub kąpiel. Monitor jest noszony na pasku lub na taśmie na ramię i stale rejestruje częstość pracy serca i jego rytm. Elektrody i przewody umieszczone bezpośrednio na skórze mogą wykrywać arytmie serca. W przypadku wykrycia zagrażających życiu zaburzeń rytmu serca, takich jak częstoskurcz komorowy (VT) lub migotanie komór (VF), defibrylator zapewnia jeden lub więcej wstrząsów terapeutycznych w celu przywrócenia prawidłowego rytmu serca. Czas między zatrzymaniem akcji serca a defibrylacją ma bezpośredni wpływ na przeżycie. Wstrząs terapeutyczny musi zostać dostarczony w ciągu kilku minut po zdarzeniu, aby był skuteczny. Szanse na przeżycie pacjenta zmniejszają się o 7-10% z każdą minutą opóźnienia. Czas, którego potrzebuje WCD od wykrycia zagrażającej życiu arytmii serca do automatycznego wywołania wstrząsu terapeutycznego jest zwykle krótszy niż minuta i ma 98% wskaźnik skuteczności pierwszego szoku terapeutycznego w reanimacji pacjentów z NZS. Działanie WCD nie wymaga ingerencji osób postronnych lub personelu ratunkowego.
WCD jest zalecany w wytycznych  American College of Cardiology, American Heart Association i European Society of Cardiology (ACC / AHA / ESC) z 2006 r., w wytycznych ESC z 2015 i 2021 r. oraz American Heart Association, American College of Cardiology, Heart Rhythm Society (AHA/ACC/HRS) z 2017 r. w leczeniu pacjentów z arytmiami komorowymi i zapobieganiu NZS. WCD daje lekarzom czas na ocenę ryzyka arytmii serca pacjenta, sporządzenie odpowiednich planów leczenia i monitorowanie wydolności serca przed lub po inwazyjnej procedurze kardiologicznej czy kardiochirurgicznej (takiej jak operacja pomostowania, implantacja stentu lub przeszczepienie serca) lub u pacjentów z wysokim ryzykiem NZS po zawale mięśnia sercowego (MI). WCD jest tymczasową opcją terapeutyczną dla pacjentów oczekujących na ICD, pacjentów po usunięciu ICD (np. z powodu infekcji układu ICD) lub pacjentów, którzy nie mogą mieć wszczepionego ICD, ale mają przejściowe ryzyko NZS. Międzynarodowe Towarzystwo Transplantacji Serca i Płuc (ISHLT) zaleca noszenie defibrylatorów zewnętrznych jako terapię pomostową dla pacjentów oczekujących na przeszczepienie serca w swoich wytycznych dotyczących opieki nad kandydatami do przeszczepienia serca.
Zwykle czas noszenia WCD wynosi około 3 miesięcy, ale zależy od indywidualnych potrzeb pacjenta i decyzji lekarza prowadzącego.  

## Historia
Stosowanie wysokoenergetycznej defibrylacji serca zainicjowano w 1947 roku najpierw w otwartej klatce piersiowej, dziesięć lat później przezskórnie, a po opracowaniu przenośnych jednostek dostarczających terapię wysokoenergetyczną do 1000 woltów w 1972 roku wprowadzono defibrylację serca za pomocą elektrod wewnątrzsercowych dostarczających znacznie mniej energii tak niskiej jak 30 dżuli.
Był to początek rozwoju wszczepialnych kardiowerterów-defibrylatorów (ICD). Na Uniwersytecie Johns Hopkins lekarze Mirowski i Mower wraz z zespołem zaczęli opracowywać ICD i byli w stanie je wszczepić u pierwszego człowieka w 1980 roku. Z biegiem lat ICD uległy dalszemu rozwojowi i są obecnie standardową procedurą ambulatoryjną.
Istnieją jednak czynniki ograniczające bezpośrednią profilaktyczną implantację ICD. Na przykład zdiagnozowane wysokie ryzyko NZS może być tymczasowe, gdzie implantacja urządzenia na całe życie jest niewskazana. Zgodnie z aktualnymi wytycznymi (tj. American College of Cardiology (ACC), American Heart Association (AHA), Heart Rhythm Society (HRS) i European Society of Cardiology (ESC)) pacjent powinien odczekać co najmniej 40 do 90 dni po ostrym zespole wieńcowym (OZW) (np. zawale mięśnia sercowego, przy niewydolności serca lub obniżonej frakcji wyrzutowej  lewej komory (LVEF)) przed podjęciem decyzji o wszczepieniu ICD. Aby zabezpieczać tych pacjentów przed NZS, zewnętrzna kamizelka z funkcjami defibrylacji podobnymi do ICD może być rozwiązaniem do wykorzystania jako "pomost" do czasu poprawy LVEF w wyniku stosowania leków, do przeszczepu serca, jeśli pacjent ma takie wskazania bądź do  wszczepienia klasycznego ICD kiedy ustąpią przeciwskazania związane np. z infekcją.
W 1986 roku M. Stephen Heilman i Larry Bowling założyli firmę LIFECOR i rozpoczęli rozwój zewnętrznego noszonego kardiowertera-defibrylatora (WCD) i nazwali go LifeVest®. WCD był intensywnie testowany przez trzy lata w wieloośrodkowych i międzynarodowych badaniach klinicznych (WEARIT i BIROAD) w Stanach Zjednoczonych i Europie. Wyniki badań zostały wykorzystane do ulepszenia WCD i były podstawą do uzyskania aprobaty FDA w 2001 r. na stosowanie WCD u dorosłych pacjentów, którzy są narażeni na wysokie ryzyko NZS i nie są kandydatami do implantacji ICD lub nie wyrażają na to zgody. W 2015 roku WCD otrzymało aprobatę FDA dla dzieci, które są narażone na wysokie ryzyko NZS i nie są kandydatami do wszczepienia ICD lub rodzice nie wyrażają na to zgody. W 2000 roku WCD otrzymało europejski certyfikat CE.
W 2006 roku firma LIFECORE została przejęta przez ZOLL Medical Corporation, należącą do Asahi Kasei Group Company. Aktualnie jedyna komercyjnie dostępna kamizelka defibrylująca WCD LifeVest® jest dostępna w Stanach Zjednoczonych, Europie, Japonii i kilku innych krajach na całym świecie. Według ZOLL, LifeVest® został przepisany ponad 200 000 pacjentów na całym świecie.

## Mechanizm działania WCD
WCD to wygodna, lekka kamizelka nadająca się do prania. Pas z elektrodami zawiera cztery suche, nieprzylepne elektrody elektrokardiograficzne (EKG) stale monitorujące rytm serca pacjenta. Elektrody EKG są ułożone na klatce piersiowej w taki sposób, że tworzą dwa niezależne odprowadzenia EKG.
Monitor zasilany bateryjnie, noszony w pokrowcu na pasku na ramię lub wokół talii, zbiera dane z elektrod EKG, wykonuje odpowiednie obliczenia zgodnie z zaprogramowanymi ustawieniami. Mieści też w sobie kondensatory energii do defibrylacji (rys. 1). Ustawienia, w tym progi detekcji częstotliwości, są programowane przez lekarza prowadzącego za pomocą tego monitora. Typowe nastawy są zaprogramowane jako domyślne: 1) Wykrywanie VT 150-199 uderzeń / minutę; 2) Wykrywanie VF ≥200 uderzeń / minutę. W przypadku zagrażającego życiu zdarzenia sercowego (arytmii) moduł alarmowy na monitorze ostrzega pacjenta za pomocą narastającej sekwencji alarmu: dźwiękowej, wizualnej i dotykowej (wibracji).
Trzy elektrody defibrylujące umieszczone są w kamizelce, jedna w przedniej części klatki piersiowej (w okolicy koniuszka serca) i dwie na plecach (w przestrzeni międzyłopatkowej). Noszone na sucho elektrody defibrylujące zostały skonstruowane tak, by wydzielić żel przewodzący przed dostarczeniem wstrząsu terapeutycznego w celu zabezpieczenia skóry przed możliwym oparzeniem spowodowanym terapią. WCD może dostarczyć do pięciu kolejnych wstrząsów na sekwencję. Terapia ratująca życie zwykle następuje w ciągu minuty od wystąpienia arytmii. Jeśli pacjent jest przytomny, może on zapobiec nieadekwatnemu wyładowaniu energii, naciskając jednocześnie dwa przyciski odpowiedzi na monitorze. Jeśli pacjent nie zareaguje, gdy straci przytomność z powodu arytmii, żel wydzieli się automatycznie z elektrod defibrylujących. Jeśli arytmia ustąpi sama, szok terapeutyczny nie zostanie dostarczony. Osoby postronne są ostrzegane przez informacje głosowe, aby nie dotykać pacjenta podczas defibrylacji i wezwać lekarza pogotowia.
Pacjent otrzymuje dwie baterie. Jedna obsługuje monitor, druga pozostaje w stacji ładującej do codziennej wymiany. Stacja ładująca zawiera również moduł do transmisji danych (sieć telefonii komórkowej) do zabezpieczonej bazy danych producenta. Podejrzane sekwencje EKG lub terapie są automatycznie rejestrowane i przesyłane do bezpiecznego serwera, gdzie mogą być przeglądane i analizowane przez lekarza prowadzącego za pośrednictwem dostępu chronionego hasłem. Przed przekazaniem systemu każdy pacjent przechodzi szczegółowe szkolenie w celu zapewnienia prawidłowej obsługi WCD.
Efektywność i skuteczność WCD została przetestowana w badaniach klinicznych i rejestrach po wprowadzeniu do obrotu. Jeśli WCD jest noszony prawidłowo, zapewniając odbiór sygnału EKG, współczynnik powodzenia pierwszego wstrząsu wynosi około 98%; stąd jest tak samo skuteczny jak ICD w leczeniu VT i VF. Ponadto długoterminowe badania kontrolne wykazały około 90% jednoroczną przeżywalność wszystkich pacjentów leczonych WCD.
WCD jest nieinwazyjny i nie pozostają po nim żadne blizny. Powinien być noszony 24 godziny na dobę, jeśli to możliwe i zdejmowany tylko w celu higieny osobistej.

## Porównanie WCD z AED i ICD
1. WCD są przeznaczone dla pacjentów ze znanym przemijającym ryzykiem NZS do tymczasowego stosowania w sposób opisany powyżej.
2. Automatyczne defibrylatory zewnętrzne (AED) są przeznaczone dla szerokiej populacji osób z nieznanym ryzykiem niewydolności serca i są zwykle dostępne w miejscach publicznych i karetkach pogotowia ratunkowego. AED to przenośne urządzenie elektroniczne przeznaczone do analizy rytmu serca i informowania operatora, czy wymagana jest defibrylacja. Elektrody, umieszczone przez operatora na klatce piersiowej pacjenta, służą zarówno do monitorowania, jak i defibrylacji. AED są skonstruowane tak, aby mogły być używane przez laików i zapewniają proste instrukcje dźwiękowe i wizualne dla operatora[26]. W przeciwieństwie do WCD, AED wymaga natychmiastowego działania osoby postronnej, aby zapobiec NZS.
3. Wszczepialne kardiowertery-defibrylatory (ICD) są przeznaczone dla pacjentów z trwałym ryzykiem NZS. ICD to urządzenie elektroniczne wszczepione w klatkę piersiową z elektrodą umieszczoną w prawej komorze serca. ICD jest przeznaczony do wykrywania i przerywania arytmii serca za pomocą natychmiastowej defibrylacji. Do implantacji ICD konieczna jest rozległa operacja inwazyjna, która wiąże się z pewnym ryzykiem i potencjalnymi powikłaniami[15]. Dlatego decyzja o wszczepieniu ICD musi być podjęta rozważnie[27]. Dopóki nie jest jasne, że problemy z sercem są trwałe i ICD jest jedynym rozwiązaniem zapobiegającym NZS, WCD może być pomostową opcją terapeutyczną na czas oczekiwania[12].

## Życie z WCD
U pacjentów z wysokim ryzykiem NZS wypisanych ze szpitala WCD daje możliwość powrotu do większości normalnych codziennych czynności.
W badaniu retrospektywnym sprawdzono jakość życia pacjentów, którym przepisano WCD i stwierdzono, że większość nie odczuwała żadnego pogorszenia pod względem mobilności (68%), samowystarczalności (83%), czynności codziennych (75%), występowania bólu (64%) i zdrowia psychicznego (57%). W innym badaniu oceniano prospektywnie występowanie depresji i lęku u pacjentów kwalifikujących się do WCD i stwierdzono, że istnieje tendencja do poprawy objawów depresji u pacjentów, którzy faktycznie otrzymali WCD.
Producent zaleca konsultację z lekarzem prowadzącym w przypadku pytań dotyczących możliwych aktywności oraz porad dotyczących unikania funkcjonowania w głośnych i / lub wysokich wibracjach ze względu na możliwość braku zauważenia alertu z WCD.

## Wskazania do stosowania WCD
Zgodnie z międzynarodowymi wytycznymi ACC / AHA / ESC z 2006 r ., z ESC z 2015 i 2021 r., a także AHA / ACC / HRS z 2017(9; 10; 7; 8) r., pacjenci, którzy mogą skorzystać z WCD, to:
- Pacjenci z obniżoną frakcją wyrzutową lewej komory (LVEF) wynoszącą ≤ 35%
  - W ciągu pierwszych 40 dni po zawale mięśnia sercowego (MI) bez rewaskularyzacji
  - W ciągu pierwszych 90 dni po rewaskularyzacji wieńcowej za pomocą pomostowania tętnic wieńcowych (CABG)
  - W ciągu pierwszych 90 dni po przezskórnej interwencji wieńcowej (PCI)

- Pacjenci z migotaniem komór (VF) lub utrzymującymi się częstoskurczami komorowymi (VT)
  - Spontanicznymi lub indukowalnymi
  - Występującymi później niż 48 godzin po zawale

- Pacjenci oczekujący na przeszczepienie serca

- Pacjenci w okresie oczekiwania („pomost”)
  - Ze wskazaną lub przerwaną terapią ICD (np. ICD eksplantowane z powodu infekcji lub nietolerancji i w oczekiwaniu na potencjalną ponowną implantację, opóźniona implantacja ze wskazań medycznych, w tym infekcji, w oczekiwaniu na powrót do zdrowia po zabiegu operacyjnym)
  - W okresie farmakoterapii z powodu niewydolności serca
  - Z zapaleniem mięśnia sercowego w okresie oczekiwania na poprawę
  - Z rodzinnym lub genetycznym ryzykiem NZS, jeśli diagnostyka nie została jeszcze zakończona i / lub ICD zostało wykluczone

- Pacjenci z kardiomiopatiami niedokrwiennymi, w tym kardiomiopatiami rozstrzeniowymi (DCM) oraz pacjenci z niewydolnością serca w stadium II-III New York Heart Association (NYHA)

- Pacjentki w fazie ryzyka kardiomiopatii połogowej (okołoporodowe CM/PPCM)

ISHLT wymienia WCD jako zalecenie klasy I w swoich wytycznych dotyczących opieki nad kandydatami do przeszczepienia serca od 2006 roku. Oznacza to, że pacjenci oczekujący na przeszczep serca, którzy zostali wypisani ze szpitala, powinni otrzymać kamizelkę defibrylującą na czas oczekiwania do przeszczepu.

### Lokalne rekomendacje
W Polsce WCD jest dostępny na rynku i może być przepisywany dla pacjentów z wysokim ryzykiem NZS jako element leczenia szpitalnego. Zwrot kosztu jest możliwy indywidualnie dla każdego przypadku za zgodą płatnika. Sterliński M i wsp. przedstawili następujące zalecenia dotyczące stosowania WCD w Polsce na podstawie wytycznych ESC z 2015 roku:
1. Za sytuacje kliniczne, w których potrzeba narzędzia terapeutycznego, jakie stanowi WCD, eksperci uznali stany związane z odwracalnymi przyczynami upośledzenia LVEF, przejściowymi przeciwwskazaniami do zastosowania ICD oraz trudnymi do jednoznacznego określenia wskazaniami we wrodzonych schorzeniach arytmogennych.
2. Liczba pacjentów po przebytym MI z uniesieniem odcinka ST w Polsce wynosiła w 2014 roku 830 na milion i około 91% tych przypadków leczono za pomocą PCI. Przyjmując, że w tej grupie chorych LVEF ≤35% przy wypisaniu ze szpitala występuje u 15–20% chorych, z populacji tej należy dalej wyodrębnić chorych najbardziej zagrożonych do tymczasowej terapii z WCD.
3. Rekomenduje się 3-miesięczny okres leczenia za pomocą WCD, ale w wybranych przypadkach może on zostać wydłużony
4. Istotne czynniki ryzyka: (i) przebyty utrwalony VT lub VF w pierwszych 48 godzinach ostrego zespołu wieńcowego (OZW); (ii) przebyty epizod ostrej niewydolności serca (udokumentowany wstrząs lub obrzęk płuc); (iii) przebyty bezobjawowy utrwalony VT.
5. Po czasowym zabezpieczeniu WCD powinna być podjęta decyzja o zabezpieczeniu ICD, zgodnie z obowiązującymi standardami.

## Badania kliniczne i skuteczność WCD
Po zatwierdzeniu przez FDA i europejskiej certyfikacji CE WCD (LifeVest®), wiele retrospektywnych i prospektywnych rejestrów wykazało skuteczność i bezpieczeństwo WCD. Do tej pory opublikowano dane ponad 30 000 pacjentów, którzy nosili WCD dla szerokiej gamy wskazań. 

### Metaanalizy
Nguyen i in. opublikowali metaanalizę 11 porównywalnych rejestrów z udziałem około 20 000 niepowtarzających się pacjentów w różnych wskazaniach. Ogólna śmiertelność u wszystkich pacjentów wynosiła 1,4%. Natomiast śmiertelność związana z VT/ VF wynosiła tylko 0,2%, pomimo wskaźnika zdarzeń VT/VF wynoszącego 2,6%. 1,7% pacjentów lub 9,1 pacjenta/100 pacjentów/lat otrzymało terapię adekwatną. Terapia była skuteczna w 96% przypadków. Poziom terapii nieadekwatnych wyniósł <1,0%. 
W 2019 roku Masri i wsp. przeprowadził systematyczny przegląd wskazań krzyżowych i metaanalizę badań wykazujących wskaźniki terapii WCD. Przeanalizowano 28 badań i ponad 30 000 pacjentów. W ciągu 3 miesięcy 5 na 100 pacjentów otrzymało terapie adekwatne WCD, podczas gdy tylko 2 na 100 pacjentów otrzymało terapie nieadekwatne. Autorzy przeprowadzili kilka analiz w celu wykrycia nieobiektywnego (bias) doboru lub publikacji (np. Test Eggera). Nie stwierdzono różnic między badaniami niezależnymi i tymi, w których był zaangażowany producent oraz różnic między badaniami prospektywnymi i retrospektywnymi. Autorzy stwierdzają, że odsetek pacjentów odpowiednio leczonych WCD w ciągu 3 miesięcy obserwacji był znaczący i znacznie wyższy w badaniach obserwacyjnych w porównaniu z randomizowanym badaniem klinicznym uwzględnionym w analizie. Śmiertelność podczas noszenia WCD była bardzo niska i wynosiła 0,7 na 100 pacjentów w ciągu 3 miesięcy.

### Dane z randomizowanego badania klinicznego
Pierwszym i jak dotąd jedynym randomizowanym badaniem klinicznym (RCT) dotyczącym WCD z pacjentami po zawale (MI) jest badanie VEST, po raz pierwszy opublikowane przez Olgina i in. w 2018 r. 2302 pacjentów zostało włączonych do analizy intention-to-treat (ITT). Śmiertelność arytmiczna wynosiła 1,6% w grupie z WCD w porównaniu z 2,4% w grupie kontrolnej, a różnica nie była istotna statystycznie pomimo 33% względnego zmniejszenia ryzyka (RRR). Śmiertelność z jakiejkolwiek przyczyny wynosiła 3,1% w grupie z WCD i 4,9% w grupie kontrolnej, a różnica była statystycznie istotna przy 36% zmniejszeniu śmiertelności (RRR). Ważne jest, że w tym badaniu średni dzienny czas noszenia wynosił tylko 14 do 18 godzin na dobę, a zatem znacznie niższy niż zakładano na podstawie badań obserwacyjnych. Analiza as-treated (ATT) dostarczona jako dodatek do publikacji wykazała istotność statystyczną we wszystkich punktach końcowych dotyczących śmiertelności, a tym samym pozytywne wyniki dla WCD. Podobnie jak w przypadku tych ustaleń, zmniejszenie śmiertelności arytmicznej w analizie per protocol (PPA) opublikowanej w 2020 r. wyniosło 62%, a zmniejszenie śmiertelności z jakiejkolwiek przyczyny wyniosło 75%, oba wyniki były istotne statystycznie, co jest porównywalne z wynikami analizy ATT.
Tabela 1 zawiera przegląd wszystkich analiz VEST i pokazuje, że we wszystkich analizach wszystkie rodzaje śmiertelności są znacznie niższe w grupie z WCD, co wynika ze śmiertelności arytmicznej i niearytmicznej w analizie ITT.
| Analiza | Całkowita śmiertelność                                                                            | Śmiertelność arytmiczna              | Śmiertelność niearytmiczna                      |
| ITT     | RR, 0,64 [95%CI, 0,43-0,98]; p=0,04                                                               | RR, 0,67 [95%CI, 0,37-1,21]; p=0,18  | RR, 0,63 [95%CI, 0,33-1,19]; p=0,15             |
| ATT     | RR, 0,26 [95%CI, 0,14-0,48]; str<0.001                                                            | RR, 0,43 [95% CI, 0,21-0,91]; p=0,03 | RR, 0,09 [95%CI, 0,02-0,35], p=0,001            |
| PP      | HR, 0,25 [95%CI, 0,13-0,48]; str<0.001                                                            | HR, 0,38 [95%CI, 0,17-0,86]; p=0,02  | HR, 0,09 [95% CI, 0,02-0,39], p=0,001           |
|         | ITT – Intention to treat; ATT – As treated; PP – Per Protocol; RR – Risk Ratio; HR – Hazard Ratio |                                      |                                                 |
|         | ITT, ATT - Olgin i wsp., 2018                                                                     | PP - Olgin i wsp., 2020              | Pogrubione litery: Wyniki istotne statystycznie |

Wyniki te wykazały, że WCD jest bardzo skuteczny w zmniejszaniu śmiertelności u pacjentów z wysokim ryzykiem NZS. Odpowiedni czas noszenia (compliance) i stosowanie systemu monitorowania dostarczonego przez producenta (ZOLL Patient Management Network) są niezbędnymi czynnikami skutecznej terapii WCD w codziennej praktyce klinicznej.

### Oceny technologii medycznych (HTA)
W dokumencie HTA opublikowanym przez Aidelsburger i współpracowników w 2020 roku WCD został oceniony jako bezpieczna i skuteczna terapia w przypadkach nagłego zatrzymania krążenia w czasie potrzebnym do określenia długoterminowych strategii zarządzania ryzykiem. Autorzy przeanalizowali dane z 49 badań i doszli do wniosku, że WCD jest wiarygodny w wykrywaniu zdarzeń VT/VF, wykazuje wysoki wskaźnik terapii adekwatnych, które prowadzą do wysokiego wskaźnika skutecznego przerywania VT/VF.
Kolejny dokument HTA autorstwa Cortesi i współpracowników z 2021 (37) roku skupił się na efektywności kosztowej porównującej WCD do "standardowej opieki" u pacjentów zagrożonych NZS po zawale lub eksplantacji ICD. Autorzy stwierdzili, że WCD jest opłacalny u pacjentów po MI przy zastosowaniu danych z badania VEST; a u pacjentów po eksplantacji ICD WCD zapewniło oszczędność kosztów w wysokości 1 782 € w porównaniu do 3 tygodni standardowej opieki w szpitalu we włoskim systemie opieki zdrowotnej (NHS). Doszli do wniosku, że dla włoskiego NHS stosowanie WCD zgodnie z wytycznymi przyczynia się do poprawy opieki nad pacjentem w praktyce klinicznej i do bardziej efektywnego wykorzystania zasobów.